# چارلز کورانت
چارلز کورانت (انگلیسی: Charles Courant; ۱۴ آوریل ۱۸۹۶ – ۲۶ ژوئن ۱۹۸۲) کشتی‌گیر اهل سوئیس بود.